# ジェリー・ブラウン (プロレスラー)
ジェリー・ブラウン（Gerald "Jerry" Brown、1937年5月10日 - 2020年9月16日）は、アメリカ合衆国のプロレスラー。ミネソタ州アルバート・リー出身。
バディ・ロバーツとのタッグチーム、ハリウッド・ブロンズ（The Hollywood Blonds）での活動で知られる。

## 来歴
ミネソタ州アルバート・リーにて生誕後、母親の死に伴いアイオワを経てカンザスシティに転居。そこでプロレスの虜となり、チャーリー・アドコックスやボブ・オートンの指導のもと、ボブ・ガイゲル主宰のセントラル・ステーツ・レスリングにてデビュー。
その後、レロイ・マクガークが運営していたオクラホマのNWAトライステート地区に転出。"ダンディ" ジャック・ドノバンのパートナーとなり、髪をブロンドに染めたヒールのタッグチーム、ハリウッド・ブロンズ（The Hollywood Blonds）を結成するが、ドノバンが足首を負傷して戦線を離脱。後任にオクラホマ出身の若手選手バディ・ロバーツを迎え、サー・オリバー・フンパーディンクをマネージャーに、1970年よりタッグチームとしての本格的な活動を開始した。

以降、チームのリーダーとなって若いロバーツを巧みに動かし、フロリダ、ロサンゼルス、ミッドアトランティック、ミッドアメリカなど各地区のタッグタイトルを奪取。日本には1971年10月と1974年1月に国際プロレスに参戦して、IWA世界タッグ王座に連続挑戦（1971年の初来日時には、12月2日の千葉大会において、シングルでストロング小林のIWA世界ヘビー級王座にも挑戦している）。1975年8月にはロサンゼルスにてアントニオ猪木&坂口征二の北米タッグ王座に挑戦、同月に新日本プロレスに来日して同王座を獲得するなどの実績を残した。
1979年秋の新日本プロレス参戦を最後にロバーツとのコンビを正式に解散して、ダラスやアラバマなどを転戦後、古巣カンザスシティのセントラル・ステーツ地区にてロン・マクファーレンと囚人ギミックの覆面タッグチーム、アラバマ・チェーン・ギャング（The Alabama Chain Gang）を結成。1981年にデューイ・ロバートソン&ルーファス・ジョーンズからNWAセントラル・ステーツ・タッグ王座を奪取したが、この変身は一時的なもので、ほどなくして素顔に戻っている。
カンザスシティでは1982年3月4日、ブルーザー・ブロディのパートナーとなり、アメリカ遠征中だった全日本プロレスのジャイアント馬場&ジャンボ鶴田とも対戦。1983年5月5日にはロジャー・カービーを破ってセントラル・ステーツ地区のTV王座を獲得。初のシングルタイトル戴冠を果たした同年、現役を引退した。
2020年9月16日、83歳で死去。

## 獲得タイトル
新日本プロレス
- NWA北米タッグ王座：1回（w / バディ・ロバーツ）[12]

グランプリ・レスリング
- GPWタッグ王座：1回（w / バディ・ロバーツ）[13]

NWAトライステート
- NWA USタッグ王座（トライステート版）：6回（w / バディ・ロバーツ×5、ボビー・ジャガーズ）[14]

チャンピオンシップ・レスリング・フロム・フロリダ
- NWAフロリダ・タッグ王座：2回（w / バディ・ロバーツ）[15]

NWAハリウッド・レスリング
- NWAアメリカス・タッグ王座：4回（w / バディ・ロバーツ）[16]

ミッドアトランティック・チャンピオンシップ・レスリング
- NWAミッドアトランティック・タッグ王座：1回（w / バディ・ロバーツ）[17]

NWAミッドアメリカ
- NWA南部タッグ王座（ミッドアメリカ版）：3回（w / バディ・ロバーツ）[18]

セントラル・ステーツ・レスリング
- NWAセントラル・ステーツTV王座：1回[11]
- NWAセントラル・ステーツ・タッグ王座：4回（w / ハートフォード・ラブ、ザ・ターク、ロン・マクファーレン、ロジャー・カービー）[9]